# 파랑갯민숭달팽이
파랑갯민숭달팽이(Hypselodoris festiva)는 갯민숭달팽이과의 갯민숭달팽이이다. 해면을 먹는다.
일본, 홍콩, 한국의 바다에 분포한다.